# Asparagus persicus
Asparagus persicus är en sparrisväxtart som beskrevs av John Gilbert Baker. Asparagus persicus ingår i släktet sparrisar, och familjen sparrisväxter. Inga underarter finns listade i Catalogue of Life.